# Calma e sangue freddo
Calma e sangue freddo è un brano musicale del 2004, pubblicato dall'etichetta discografica BMG Ricordi come singolo di debutto del cantante Luca Dirisio che ha anticipato l'uscita dell'album omonimo.

## Descrizione
Nel testo del brano, che Dirisio ha affermato essere del tutto autobiografico, si parla della ricerca di se stessi all'interno di un mondo che si percepisce estraneo e privo di valore. Per tale motivo l'autore afferma che bisogna avere "calma e sangue freddo" mentre si è alla ricerca della sincerità.
Per questo brano Dirisio ha vinto il premio come Rivelazione italiana al Festivalbar 2004.
Del brano esiste anche una versione in spagnolo, dal titolo Calma y sangre fría.

## Il singolo
Uscito come singolo il 4 giugno 2004 (anche se la programmazione radiofonica era già cominciata il 14 maggio), è arrivato al sedicesimo posto fra i singoli più venduti nel 2004 in Italia. Dopo il grande successo estivo, ad inizio autunno ha raggiunto il picco della programmazione radiofonica.

## Il video
Il relativo video musicale ufficiale è stato girato nel centro storico di Verona, dove Dirisio interpreta il brano in Ponte di Castelvecchio. Alle sequenze nel castello se ne alternano altre in cui il cantante segue una ragazza per le vie della città, passando di tanto in tanto "la staffetta" ad altri suoi cloni che incontra per strada. Nel video sono contenuti diversi effetti speciali in Computer Graphic. La regia del video è di Gaetano Morbioli.

## Tracce
CD-Single Ariola 82876719062 (BMG) / EAN 0828767190624
1. Calma e sangue freddo - 3:32
2. Per le mie mani - 3:19

CD-Maxi Ariola 82876621612 (BMG) / EAN 0828766216127
1. Calma e sangue freddo - 3:32
2. Per le mie mani - 3:19
3. Calma e sangue freddo (versione strumentale) - 3:32

## Classifiche

### Classifiche settimanali
| Classifica (2004-05) | Posizione massima |
| -------------------- | ----------------- |
| Austria              | 20                |
| Italia               | 1                 |
| Paesi Bassi          | 78                |
| Svizzera             | 17                |

### Classifiche di fine anno
| Classifica (2004) | Posizione |
| ----------------- | --------- |
| Italia            | 16        |